# دانینگ (شیکاگو)
دانینگ (به انگلیسی: Dunning) یک منطقهٔ مسکونی در ایالات متحده آمریکا است که در شیکاگو واقع شده‌است. دانینگ ۹٫۷۱ کیلومتر مربع مساحت و ۴۳٬۰۲۵ نفر جمعیت دارد.